# Versuchsträger 1

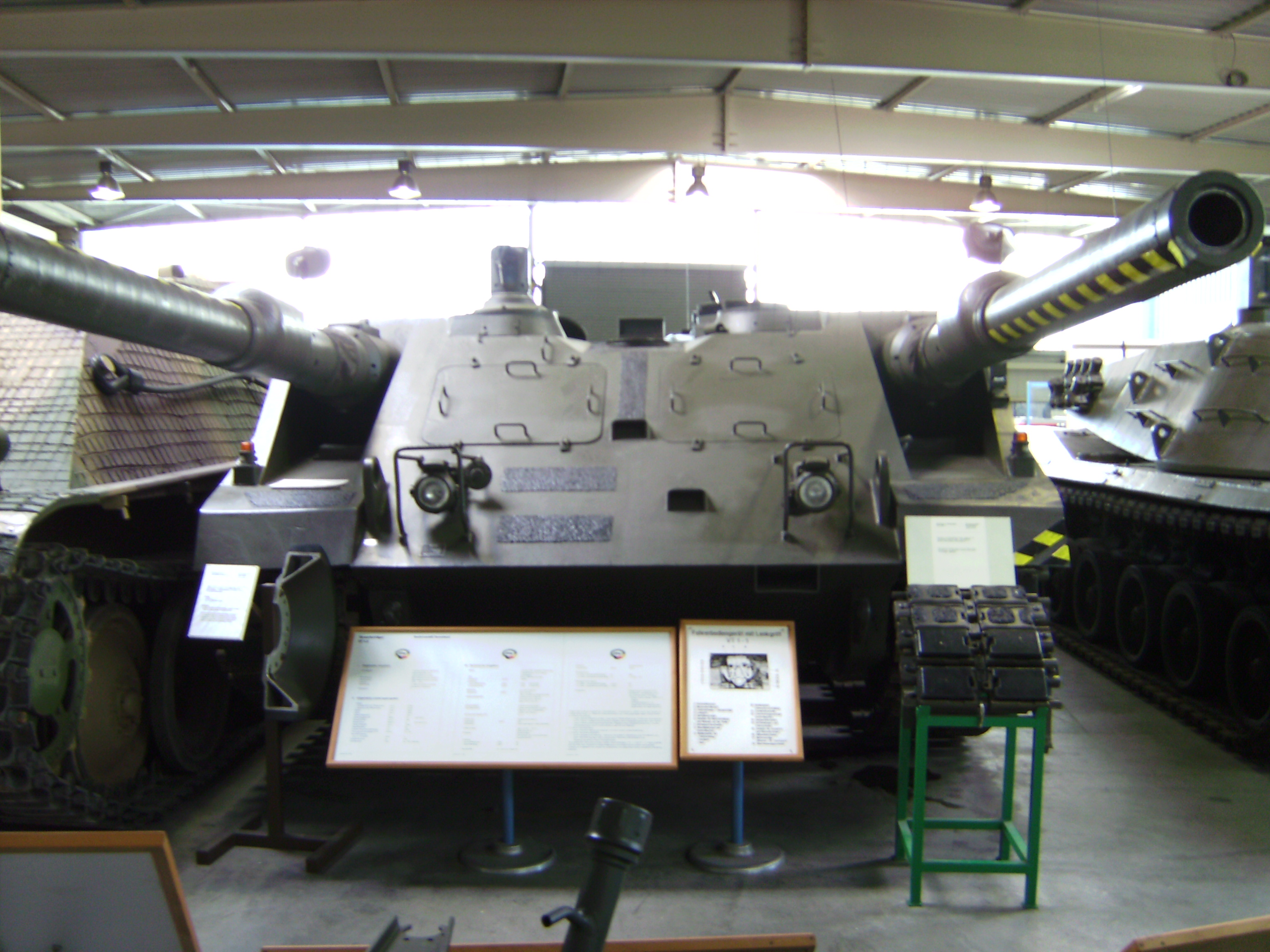
VT 1-2 anteriore

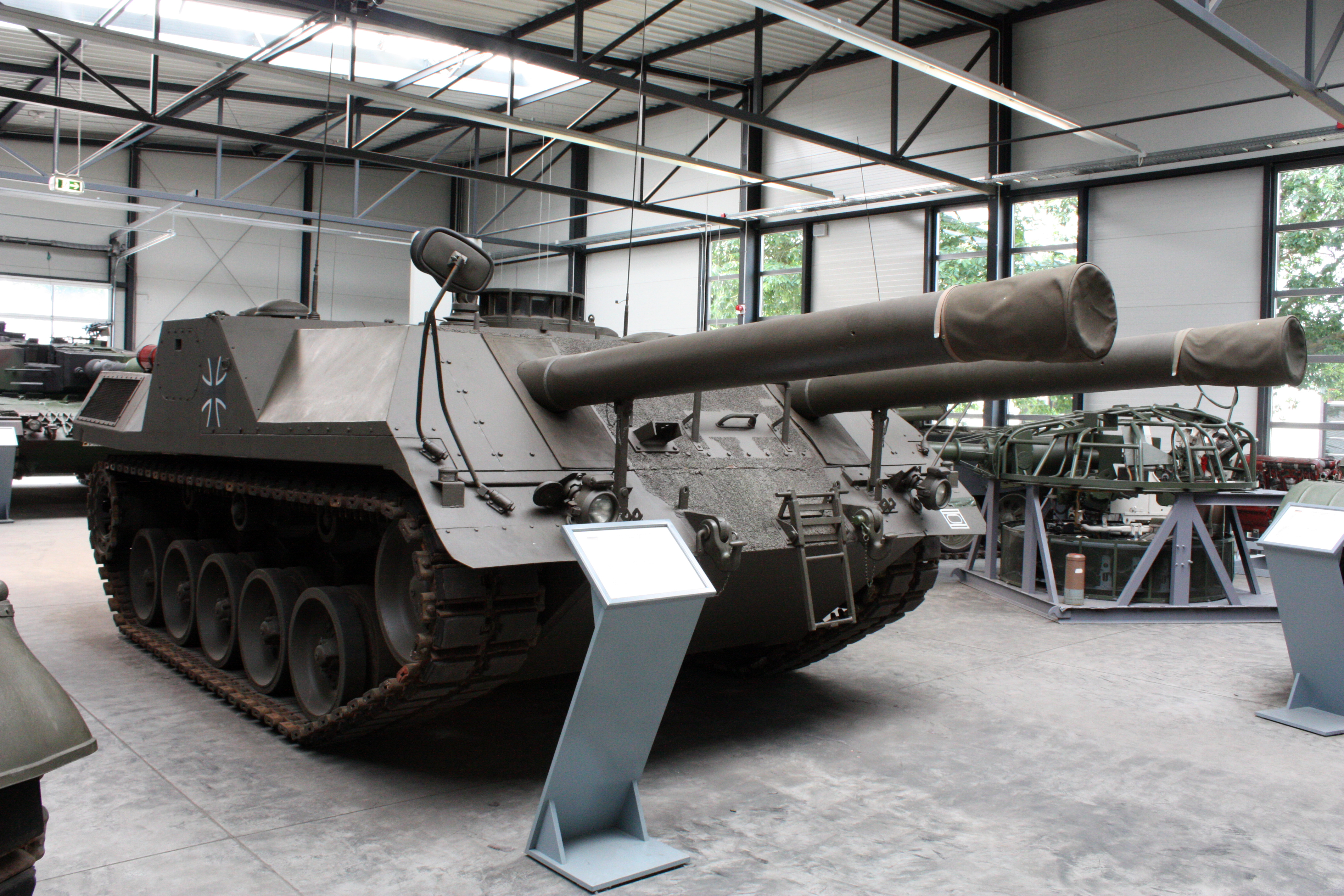
GVT 04

I Versuchsträger 1 e 2 (abbreviato in VT: base per esperimenti o carro sperimentale) furono due carri armati da combattimento sperimentali senza torretta girevole. Questi prototipi furono sviluppati nei primi anni settanta da alcune ditte tedesche che lavoravano al successore del Leopard 1. Questo progetto prese il nome di Kampfpanzer 3 (KPz 3). Il progetto KPz 3 divenne temporaneamente una collaborazione Anglo-Tedesca, finché gli inglesi non si ritirarono. Il successo del Leopard 2 rese inutile un ulteriore sviluppo del progetto. Una delle ditte coinvolte nel progetto era la Maschinenbau Kiel che sviluppò il VT 1-1 ed il VT 1-2. Il programma dimostrò la praticabilità di un mezzo senza torretta dotato di due armi principali, ma mostrò anche i limiti di una formula eterodossa.

## Storia
Il primo carro VT, il VT 1-1, fu costruito nel 1974 dalla Maschinenbau Kiel (MaK). Un anno dopo costruirono un altro carro VT, il VT 1-2. Per ulteriori test sull'operatività di un carro con due cannoni, furono costruiti cinque Gefechtsfeldversuchträger (GVT, "carro sperimentale da battaglia")  tra il 1975 ed il 1976.

## Progetto
Il VT 1-1 era basato sul telaio accorciato del carro sperimentale MBT-70. Dato che il prototipo non era dotato di cannoni a carica automatica era necessario un equipaggio di quattro elementi. Tutti i carri VT seguivano il progetto dello Jagdpanzer come il Kanonenjagdpanzer del dopoguerra.
IL VT 1-2 disponeva di un motore sovralimentato con turbocompressore, che sviluppava 1.500 HP continui e 2.400 HP per brevi periodi. Il carro aveva tre uomini seduti di fronte, con il pilota nel mezzo tra il comandante e l'artigliere.
Fu organizzato un confronto con il Leopard 2, che evidenziò come il carro VT 1-2 non aveva evidenti vantaggi sul Leopard 2. Il motore del Leopard 2 non era comparabile a quello del VT ma poteva essere aggiornato, se necessario. Il Leopard 2 aveva anche una migliore probabilità di centrare il primo colpo a segno, grazie al più evoluto sistema di controllo del tiro, che gli permetteva di superare le prestazioni dei due cannoni del VT.
Il progetto del VT aveva lo scopo di:
- raggiungere una maggiore efficienza nel tiro grazie ad una maggiore rapidità di tiro, una maggiore probabilità di centrare i bersagli e una maggiore probabilità di distruggerli, grazie alle due armi.
- esser più mobile con un motore più potente e sospensioni idropneumatiche di nuova concezione, per l'epoca.
- avere una maggiore possibilità di sopravvivenza sul campo di battaglia grazie ad un compartimento interno più piccolo, una corazza frontale più spessa e la possibilità di usare la tecnica taktische Wedelfahrt, cioè la capacità di colpire zigzagando grazie ad un sistema automatico di controllo del tiro che, una volta acquisito il bersaglio, faceva fuoco quando, con il movimento zigzagante del mezzo, il bersaglio cadeva sotto mira.

Il VT 1-1 era armato con due cannoni da 105 mm a canna rigata, a caricamento manuale. Il VT 1-2 aveva due cannoni da 120 mm a canna liscia con un caricatore automatico da sei colpi. Sui GVT non vennero installate le armi, ma due simulacri dei cannoni. Per simulare i combattimenti utilizzarono dei simulatori laser della ditta tedesca Talissi, consistente in una serie di emettitori laser e di superfici riflettenti installate sul carro che, grazie ad un elaboratore, permetteva di simulare il tiro, con l'ausilio di fuochi d'artificio e fumogeni attivati elettricamente.

## Modelli
- VT 1-1 - 105 mm canna rigata, a caricamento manuale.
- VT 1-2 - 120 mm canna liscia con un caricatore automatico e motore potenziato.
- GVT 01 - GVT 05